# 法然寺 (塩尻市)
法然寺（ほうねんじ）は 長野県塩尻市奈良井にある浄土宗の寺院。山号は光岩山。

## 歴史
建保3年(1215年)、京都栂尾山高山寺の明恵が、真言宗の光岩寺として開基創建したと伝わる。
その後、山崩れによって潰れたが
慶長11年(1606年)、武蔵国鴻巣にある勝願寺から圓誉不残が来訪し、浄土宗に改宗し知恩院末として再興した。
同年8月、圓誉不残は、後陽成天皇から僧としては最高位の紫衣を賜り、その後も徳川家の庇護の下で高僧や名僧を数多く輩出した。
以前は鎮神社の下、宮ノ沢水場の山側に建っていたが、奈良井川向かいの浄土沢に移り、
寛永17年(1640年)に現在地に移されて光岩山 法然寺と改号した。
宮ノ沢水場の山側の旧地は、現在も法然寺の地所になっている。

## 境内
- 本堂
- 庫裏
- 鐘楼
- 観音堂
- 厄除延命地蔵堂
- 天照五社稲荷
- 墓地

## 関連リンク
- 奈良井宿五ヶ寺　塩尻市観光協会